# Șomaj

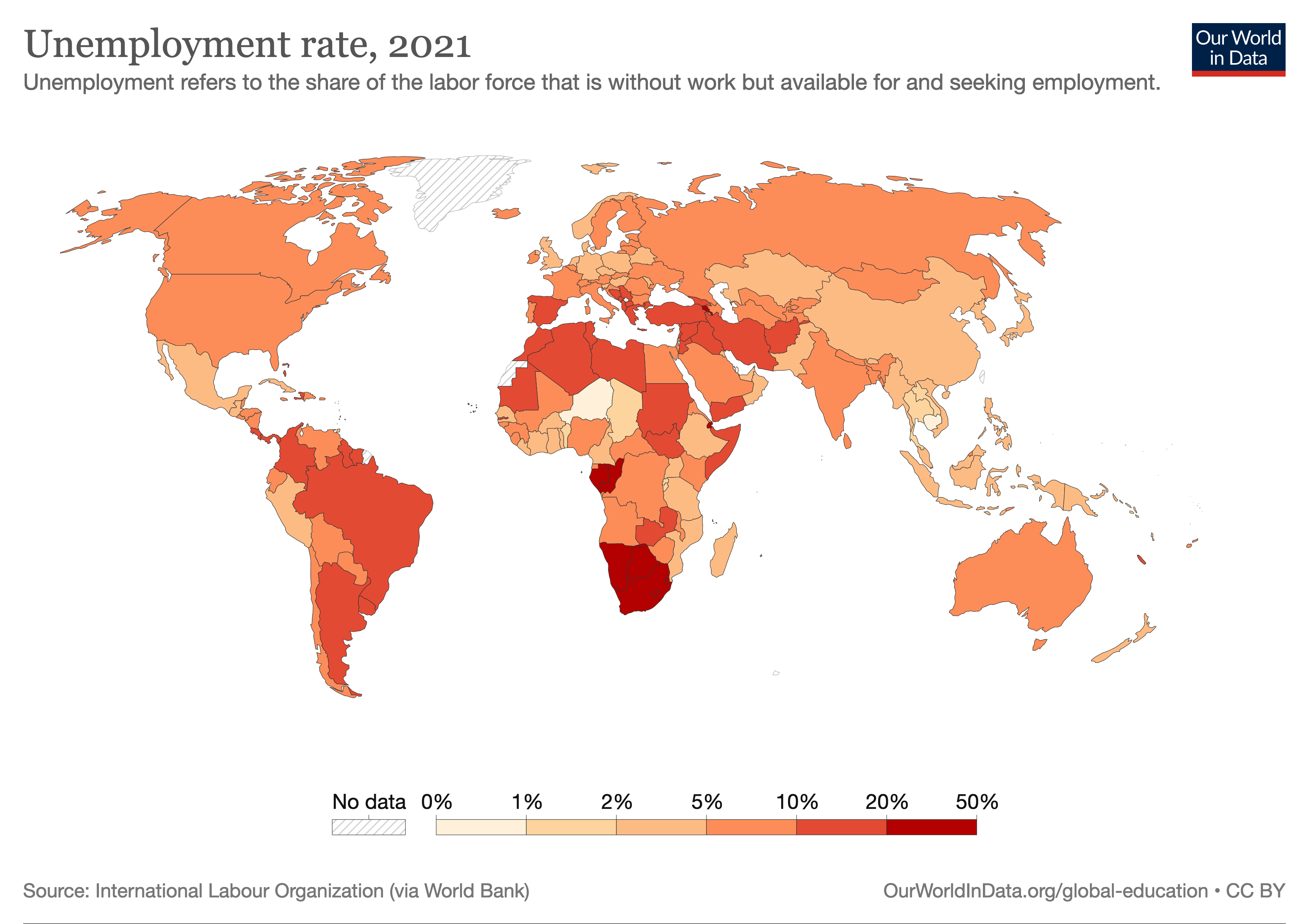
Rata șomajului în lume în anul 2021

Șomajul este termenul folosit în cazul lipsei ocupației plătite (locurilor de muncă) pentru forțele apte și calificate corespunzător pentru muncă. New Palgrave Dictionary Of Economics definește șomajul a fi "procentul de indivizi din forța de muncă (care este suma celor care muncesc sau caută de muncă) care nu au un loc de muncă (dar caută unul)." Nici definițiile șomajului în Britannica sau Americana nu amintesc despre necesitatea indivizilor de a avea “o calificare corespunzătoare pentru muncă” pentru a fi socotiți șomeri. Șomajul raportat diferă de la o națiune la alta, sau de la un bloc economic la altul, și pentru că definițiile șomajului sunt diferite; întrucât "căutarea locului de muncă" este diferit definită, de exemplu, în SUA și Uniunea Europeană, rata raportată a șomajului diferă în mod necesar și ea chiar în condiții identice ale pieței muncii; în SUA a citi anunțurile de oferte de locuri de muncă, nu este considerată, așa cum se întâmplă în Europa și Canada, o căutare a unui loc de muncă, în măsura în care n-ai răspuns unei astfel de oferte publicată; în măsura în care nu răspunzi deci la oferte de locuri de muncă pentru că acestea pur și simplu nu furnizează locurile de muncă pentru care ești calificat, în SUA Biroul de statistică a muncii pur și simplu nu te consideră șomer și în consecință nu te include în calculele ratei raportate a șomajului.  
O parte din șomaj se datorează caracteristicilor structurale atât ale pieței muncii cât și ale pieței bunurilor și serviciilor. Caracteristicile structurale care generează acest "șomaj natural" sunt imperfecțiuni ale pieței, variații aleatorii în cerere și ofertă, costurile legate de obținerea informațiilor despre locurile de muncă disponibile la un moment dat, etc.

## Date generale
Acest fenomen este caracterizat prin faptul că o parte din populație este în căutarea unui loc de muncă. Când această situație ia proporții apar probleme economice serioase în cadrul regiunii sau statului respectiv, prin creșterea cheltuielilor sociale de întreținere a șomerilor, prin creșterea sărăciei și a criminalității.  
Datele raportate de organismele de statistică presei, sunt rareori capabile să informeze publicul despre întreaga dimensiune a fenomenului.
Metodele de definire a șomajului raportat, diferă considerabil de la o națiune la alta, și de la un bloc politic și economic la altul. Astfel, atunci când, de exemplu, în februarie 2010, instituțiile de statistică ale statului raportau că în Statele Unite ale Americii era un șomaj de 10%, cifra reală a subutilizării forței de muncă era mai degrabă de 17% procente; în termeni reali, asta înseamnă că unul din 6 indivizi doritori de a munci, sunt totuși “irosiți” ca resursă umană, de către sistem. 
Există mai multe tipuri de șomaj:
- Șomajul determinat de conjunctura economică în perioadele de recesiune (depresiune economică) care durează de obicei 2 - 3 ani urmat de o perioadă de avânt economic cu reducerea șomajului.

- Șomajul sezonier de obicei care crește în lunile când munca sezonieră nu e solicitată (de exemplu în gastronomie, sau personalul de deservire a turiștilor).

- Șomajul cronic este o formă gravă a șomajului când nici în perioadele de avânt economic relativ nu se reduce marcant numărul șomerilor. Aceasta poate să fie structurată pe cauze și anume: datorită unei calificări necorespuzătoare cerințelor, vârstei, sănătății sau lipsa dorinței de a lucra cauzată de aplasarea în alte regiuni a locurilor de muncă, sau o retribuție (salariu) mică. O altă cauză a șomajului cronic este schimbarea structurii economiei prin apariția unor tehnologii noi, prin care reduce necesarul forței de muncă sau cea existentă nefiind calificată corespunzător. Aici se poate aminti automatizarea, în istorie sunt cunoscute acțiunile țesătorilor care distrugeau mașinile din manufacturi, deși pe termen lung , automatizarea are drept consecință creșterea puterii de cumpărare a populației, reflectându-se în creșterea cantității și a diversitații bunurilor și serviciilor cumparate, ceea ce înseamnă creșterea cererii pe piața muncii (mai multe locuri de muncă).

Literatura economică prezintă două categorii de șomaj:
Șomajul voluntar este acel tip de șomaj care descrie situația în care oameni apți de muncă nu doresc să lucreze, în majoritatea covârșitoare a situațiilor, deoarece dețin suficiente resurse materiale;
Șomajul involuntar (forțat) descrie situația în care oameni apți de muncă doresc să se angajeze, dar nu găsesc locuri de muncă disponibile. Acest tip de șomaj este cel care ridică probleme sociale, fiind singura formă acceptată pentru plata indemnizației de șomaj în conformitate cu Legea 76/2002 privind sistemul asigurărilor pentru șomaj și stimularea ocupării forței de muncă. Șomajul involuntar reprezintă un efect secundar negativ al legislației muncii, care creează bariere la intrarea pe piața muncii a cererii de forță de muncă (a locurilor de muncă), ce are drept consecință apariția unui excedent artificial de oferta de forță de muncă (șomajul involuntar).
Bariere care împiedică întâlnirea dintre cererea și oferta de pe piața muncii: 
- Salariul minim impus reprezintă o limită inferioară a salariului impusă prin legislație. Împiedică intrarea pe piață a locurilor de muncă pentru oamenii care sunt dispuși să lucreze sub aceasta limită, obligându-i să rămână șomeri. Creșterea salariului real minim impus peste cel mai mic preț al ofertei, are ca efect creșterea șomajului:

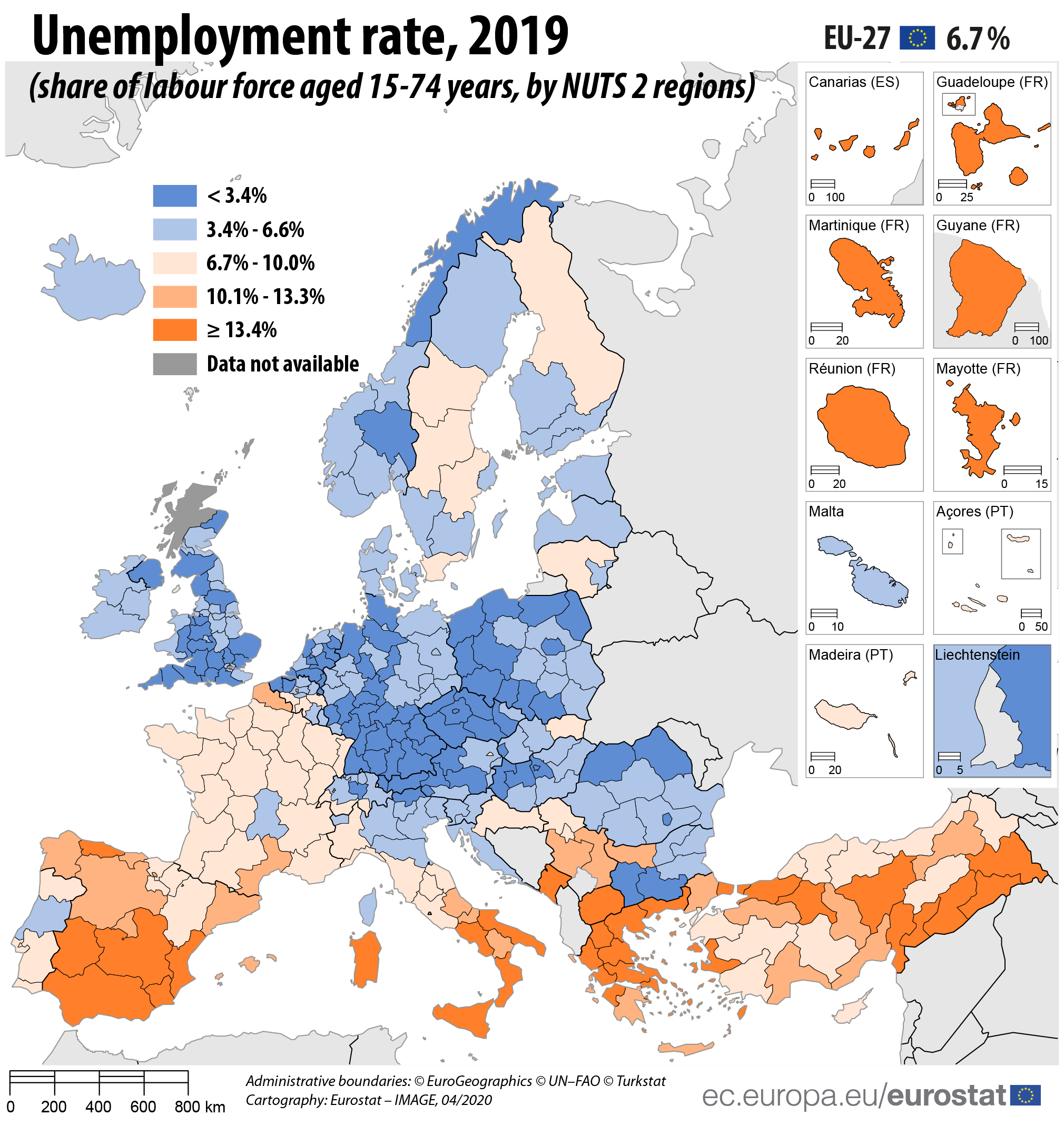
Rata șomajului în Europa și Turcia în 2019, conform Eurostat.

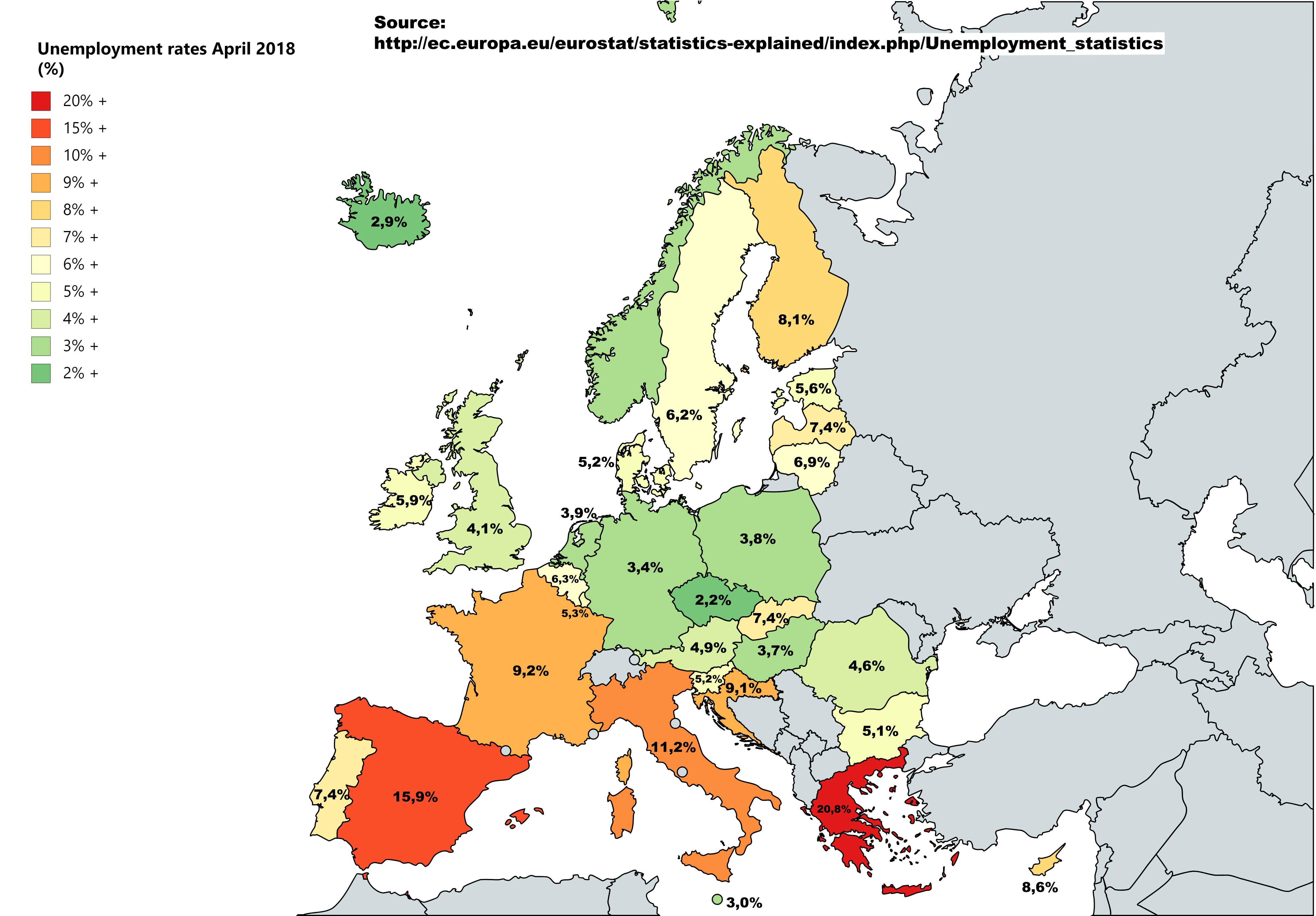
Rata șomajului în Uniunea Europeană în aprilie 2018, conform Eurostat.

- Limitarea numărului de angajatori. Cu câteva excepții, legislația muncii nu permite persoanelor fizice să devină angajatori, fiind o barieră pe piața muncii prin faptul că sunt blocate o multitudine de locuri de muncă, ce ar fi intrat în competiție directă cu cele oferite de societățile comerciale, cu efecte pozitive asupra șomerilor și salariaților.

- Obligativitatea contribuțiilor la asigurările sociale. Accesul pe piața muncii (dreptul la muncă) al oricărui cetățean este condiționat de cumpărarea asigurarilor sociale prin intermediul contribuțiilor obligatorii plătite din salariu. Refuzul unui salariat de a cumpara asigurarile sociale este sancționat cu eliminarea sa de pe piața muncii.

- Certificarea profesională. Condiția deținerii unei diplome corespunzatoare meseriei în care urmează să acționeze un cetățean, impusă prin intermediul legislației muncii, este o barieră la intrarea pe piața muncii pentru persoanele autodidacte care dețin cunoștințele, deprinderile și aptitudinile necesare pentru a se angaja în acea ramură economică.

## Măsuri de combatere
1. Șomajul determinat de conjunctură economică, când cererea se reduce pe piața economică, se poate printr-o politică fiscală flexibilă de a echilibra pierderile provocate prin reducea vânzărilor.
In SUA această politică este mai flexibilă în comparație cu Europa, dacă această politică este aplicată rațional va exclude posibilitatea repetării zilei de vinerea neagră pe Wall Street SUA la data de 25 octombrie 1929, când a izbucnit o criză economică mondială ce a dus la falimentarea băncilor, devalorizarea valutei.
Acest fenomen bineînțeles nu așa de intens a fost observat începând din anul 1970 și în Germania când impozitele mari, șomajul care crește și salariile mari, ce determină ca prețurile ridicate a produselor germane nu puteau concura cu cele produse mai ieftin în alte țări.
2. O măsură pentru combaterea șomajul structural, este stabilirea unor tarife flexibile de salarizare, prin colaborare mai bună dintre sindicate și conducerea firmelor, ca tarifele să fie reglate în funcție de gradul ratei de inflație.
Metoda prelungirii școlarizării elevilor și pensionarea timpurie a angajaților s-a dovedit pe o perioadă mai lungă de timp ca o măsură costisitoare și neeficace. O altă măsură de reducere a șomajului a fost crearea serviciilor mai scurte de 8 ore cu scopul ca un post să fie ocupat de doi angajați.
3. Măsuri politice active pentru reducerea șomajului sunt:

- la noii angajați este un timp de probă, timp în care primesc o retribuție mai mică, flexibilitate a timpului de lucru, ușurarea desfacerii contractului de muncă și tarife de salarizare flexibile după conjunctura economică
- instruirea și trenarea șomerilor în felul în care trebuie să-și caute un loc de muncă
- integrarea în acest proces a celor care trăiesc în țară și au o cetățenie străină
- ridicarea nivelului de calificare și pregătire a școlilor

În multe situații, măsurile active au ca efect sporirea numarului și a intensității barierelor de pe piața muncii, accentuând șomajul.
Eliminarea tuturor barierelor de pe piața muncii (normele specifice legislației muncii), ar avea drept consecință eliminarea oricarei forme de șomaj involuntar, sporirea competiției dintre salariați pentru cele mai bune locuri de muncă (salarii și condiții de muncă superioare), sporirea competiției dintre angajatori pentru cei mai buni salariați, efectele fiind creșterea productivității muncii, reducerea birocrației, creșterea generalizată a veniturilor reale ale populației și va fi stimulată dorința oamenilor de a se instrui.

## Șomajul cauzat în România deanalfabetismul funcțional
În România, peste trei sferturi dintre șomerii din mediul rural sunt aproape analfabeți: peste 15% dintre ei sunt analfabeți, 20% dintre ei au clasele primare și 40% au reușit să facă școala generală. Șomerii de la sate reprezintă 60% din totalul celor aflați în evidențe, iar nivelul lor de pregătire scăzut face dificilă recalificarea în meserii cerute pe piața muncii.